# MySims
MySims, commercializzato in Giappone come Boku to Sim no Machi (ぼくとシムのまち?, Boku to Shimu no Machi, lett. "Io e la città dei Sim"), è un videogioco di simulazione della vita pubblicato da EA Games per le console Nintendo DS e Wii e per Windows nel 2007. Il gioco è basato sulle serie The Sims e SimCity sviluppata dalla Maxis.

## Modalità di gioco
La versione Wii di MySims inizia con il protagonista del gioco che deve gestire una piccola città che sta affrontando un periodo di declino. Il giocatore deve occuparsi di attirare residenti e aziende nella città in modo da farla crescere. Il giocatore può costruire edifici e suppellettili al fine di migliorare l'ambiente e rivitalizzare la città. Man mano che la città cresce il giocatore può sbloccare nuove aree per alloggiare i Sims.
La versione per Nintendo DS invece si svolge nella località di vacanza dei Sims e il giocatore deve rilanciare la cittadina riempiendola di turisti e facendola ritornare bella come una volta.
La versione PC è ambientata anch'essa in una piccola cittadina andata in rovina dopo la sparizione di un uomo in grado di costruire qualunque cosa attraverso le essenze. Anche il vostro personaggio sarà un "costruttore tramite essenze". L'obiettivo del vostro sim sarà rilanciare la città, proponendo ai Sims che troverete in albergo di venirci a vivere.